# Disconaias salinasensis
Disconaias salinasensis är en musselart som först beskrevs av Simpson 1908.  Disconaias salinasensis ingår i släktet Disconaias och familjen målarmusslor. IUCN kategoriserar arten globalt som starkt hotad. Inga underarter finns listade i Catalogue of Life.